# Lennart Tjärnström
Curt Lennart Tjärnström, född 4 maj 1943, är en svensk målare, journalist och författare. 
Utbildad målare som sadlade om till journalist. Till Dövas Tidning kom han 1980 och arbetade bland annat som redaktör på tidningen fram till pensionen 2008. 
År 2011 slutförde han boken "Fyra livsöden från 1900-talets dövsverige". I boken skildrar Tjärnström fyra döva personers vitt skilda livsöden från 1900-talet och som gjorde extra starkt intryck på honom under åren som journalist. 2017 fick han motta Sveriges Dövas Riksförbunds utmärkelse Guldtecknet nr 21 för hans betydelsefulla insatser som journalist i dövvärlden. 